# Spielburg
Spielburg ist ein Naturschutzgebiet auf dem Gebiet der baden-württembergischen Kreisstadt Göppingen.

## Kenndaten
Das Naturschutzgebiet wurde mit Verordnung des Regierungspräsidiums Stuttgart vom 23. September 1994 ausgewiesen und hat eine Größe von 31,2 Hektar. Es wird unter der Schutzgebietsnummer 1.204 geführt. Der CDDA-Code für das Naturschutzgebiet lautet 165611 und entspricht der WDPA-ID.

## Lage und Beschreibung

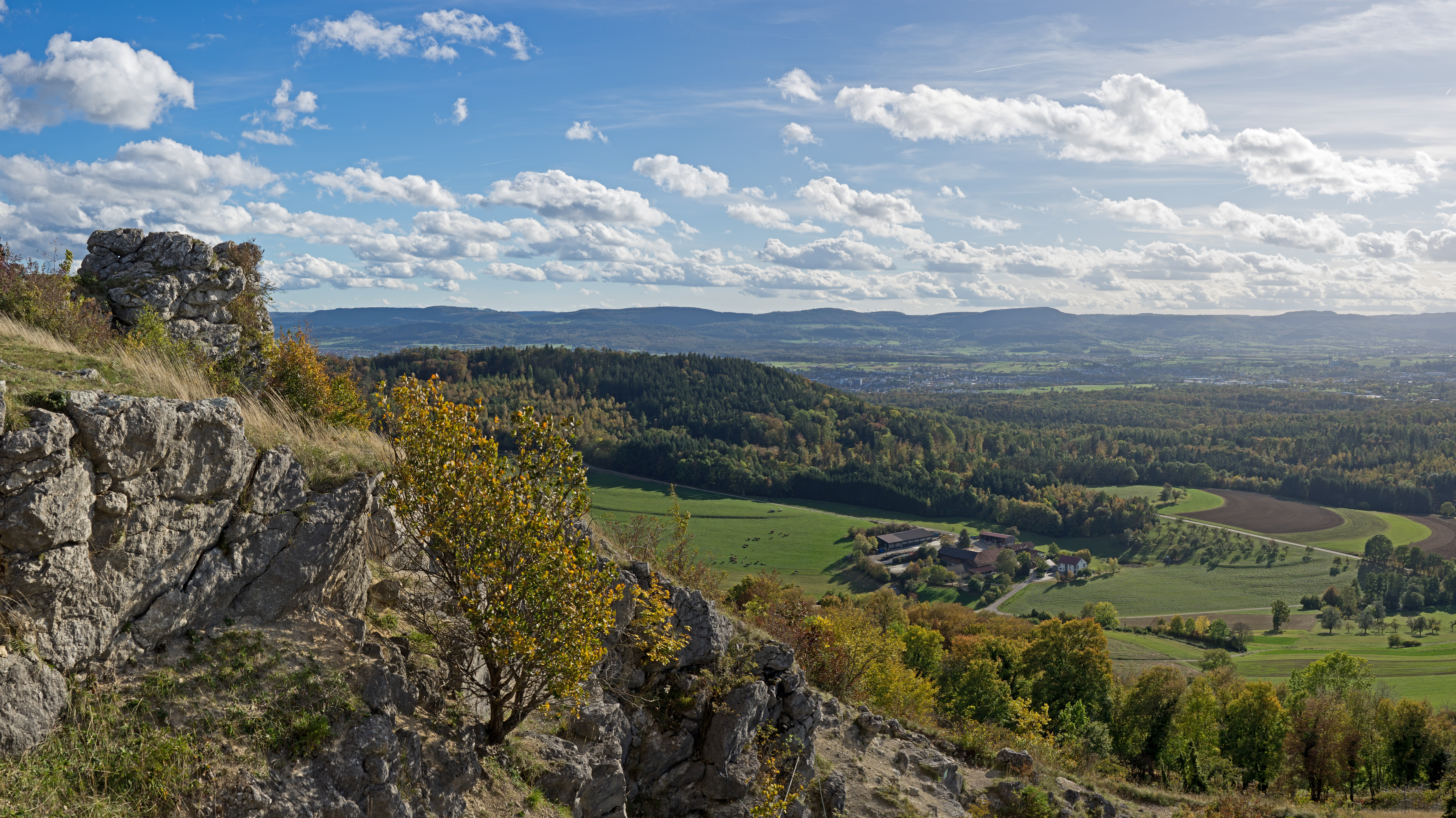
Spielburg mit Blick zum Albtrauf

Die Spielburgscholle liegt rund fünf Kilometer nordöstlich von Göppingen direkt an den Göppinger Stadtteil Hohenstaufen angrenzend am Südwesthang des Hohenstaufen. Der etwa 600 Meter lange und 130 Meter breite Komplex besteht aus Weißjuragesteinen, die hier im Niveau des umgebenden Braunen Jura lagern. Es sind überwiegend Massenkalk und Bankkalke sowie Mergel des Weißen Jura, teilweise noch im Gesteinsverband erhalten und gekippt. Das Ganze wird als Gleitscholle gedeutet, die sich im Jungtertiär-Altpleistozän vom damals noch wesentlich höheren Hohenstaufen ablöste.
Das Naturschutzgebiet wird vollständig umschlossen vom Landschaftsschutzgebiet Hohenstaufen, Rechberg, Stuifen mit Aasrücken und Rehgebirge, das im Landkreis Göppingen die Nummer 1.17.011 führt. Die Spielburg liegt im Naturraum 101-Mittleres Albvorland innerhalb der naturräumlichen Haupteinheit 10-Schwäbisches Keuper-Lias-Land. Sie ist Teil des FFH-Gebiets Nr. 7224-311 Rehgebirge und Pfuhlbach. Die Spielburgscholle ist unter dem Namen Steinbruch in der Spielburgscholle W von Hohenstaufen auch als Geotop geschützt.

## Schutzzweck
Wesentlicher Schutzzweck ist laut Schutzgebietsverordnung die Erhaltung und Förderung des geologisch interessanten Spielburggeländes mit Umgebung, insbesondere 
- der vielfältigen, ökologisch wertvollen und vernetzten Biotoptypen, wie z. B. Kalkmagerrasen, Felsen, Schuttfacies, Magerrasen, Feldgehölze, Hecken, Feuchtgebiete, Laubwald, Blockhalden und Streuobstwiesen,
- der aus dieser Biotopvielfalt resultierenden Vielfalt der Fauna und Flora mit gefährdeten Arten der Roten Liste,
- der besonders naturnahen, reizvollen und herausgehobenen Landschaft mit dem einzigen größeren und zusammenhängenden Kalkmagerrasen im Bereich der Stadt Göppingen.